# Baranyai Annamária
Baranyai Annamária (névváltozataː Baranyai Anna; Budapest, 1985. október 26. –) magyar színésznő, musicalénekes.

## Életpályája
1983-ban született Budapesten. 2005-ben végzett a Pesti Broadway Stúdióban, azóta énekmestere Kővári Judit. 2005 óta rendszeresen szerepel a Budapesti Operettszínház és a Madách Színház előadásaiban, mellette vidéken is vállal szerepeket.
2016-ban végzett a Színház- és Filmművészeti Egyetem drámainstruktor-színjátékos szakán.

## Fontosabb színházi szerepei

### Madách Színház
- Rice–Webber: Jézus Krisztus szupersztár - Démon / Mária Magdolna
- Vizy–Tóth: Én, József Attila - Titkárnő
- Disney–Cameron Mackintosh: Mary Poppins - Madaras asszony
- Boublil–Schönberg: Les Misérables - A nyomorultak - Fantine
- Webber–Slater–Fellowesː Rocksuli - Patty di Marco
- Derzsi György – Meskó Zsolt: A tizenötödik - Anya, Török Sophie és a Fekete angyalok
- Marlow – Moss: SIX - Aragóniai Katalin

### Győri Nemzeti Színház
- Benny Andersson–Björn Ulvaeus–Tim Rice: Sakk - Florence
- Rice–Webber: Jézus Krisztus szupersztár - Mária Magdolna